# Мюррей, Мэй
Мэй Мюррей (англ. Mae Murray, урождённая Мари Эдриен Кёниг (англ. Marie Adrienne Koenig), 10 мая 1885, Портсмут, Виргиния — 23 марта 1965, Вудленд-Хиллз, Калифорния) — американская актриса театра и кино, танцовщица, изредка выступала как кинопродюсер и сценарист.

## Биография
Мэй Мюррей родилась в Нью-Йорке в семье Джозефа и Мэри Кёниг, и имела французские и немецкие корни. Помимо неё в семье было ещё два ребёнка — младшие братья Мюррей. В мае 1896 года от острого гастрита, вызванного злоупотреблением алкоголем, умер её отец, и чтобы содержать детей, её мать устроилась экономкой к знаменитому в то время бизнесмену Гарри Пэйну Уитни.
Свою карьеру Мюррей начала в 1906 году в качестве танцовщицы в бродвейских постановках. С 1908 года она стала выступать в знаменитых ревю «Безумства Зигфелда», благодаря чему к 1915 году добилась успеха и признания публики. В 1916 году актриса дебютировала в кино, став одной из основных звёзд студии «Universal Studios» после выхода на экраны комедий «Восхитительный чертёнок» с Рудольфо Валентино в главной роли, и «Азбука любви». В разгар своей популярности в первой половине 1920-х годов Мюррей создала собственную продюсерскую компанию, снимавшую фильмы на студии «Tiffany Pictures». В то же время она, наряду с Сесилом Б. Демиллем, Дугласом Фэрбенксом, Гарольдом Ллойдом, Ирвингом Тальбергом и другими видными деятелями голливудской киноиндустрии, была членом попечительного совета Фонда кино и телевидения — благотворительной организации, оказывавшей помощь и заботу тем деятелям кино, кто испытывал финансовые трудности. Последней крупной работой Мюррей в кино стала роль в комедии Эриха фон Штрогейма «Весёлая вдова» в 1925 году.
Вторая половина 1920-х годов ознаменовалась спадом в карьере актрисы. В 1926 году, спустя год после развода с режиссёром Роберт Леонард, Мюррей вышла замуж за одного из наследников богатой грузинской семьи — Дэвида Мдивани. Супруг убедил актрису покинуть студию «MGM», на которой в то время она работала, и тем самым Мюррей навлекла на себя опалу её владельца Луиса Б. Майера. Позже, осознав что данный поступок закрыл ей путь в кино, актриса, проглотив свою гордость, умоляла Майера вернуть её обратно, но тот был неприступен. По сути, отказ Майера означал, что голливудская карьера актрисы была завершена. К тому же, в наступившей эпохе звукового кино, Мюррей так и не смогла утвердиться, и в 1931 году завершила свою карьеру. В 1933 году актриса развелась с Мдивани, оставив себе их сына Корана Дэвида.
В 1940-е годы Мюррей периодически выступала в театрализованных постановках в ночном клубе Билли Роуза в Нью-Йорке. Не желая принимать свой возраст, она появлялась на публике в коротких платьях с декольте, чем вызывала смешанные отзывы зрителей. Её финансовое положение с годами ухудшалось, и остаток своей жизни она провела в нищете. Посильную помощь в старости ей оказывал Фонд кино и телевидения, в котором она сама некогда состояла.
Последние годы своей жизни актриса испытывала проблемы со здоровьем. Так в 1964 году она была обнаружена службой спасения блуждающей по Сент-Луису, думая при этом, что находится в Нью-Йорке. Позже Мюррей переехала в дом престарелых для актёров кино и телевидения в Вудленд-Хиллз, где спустя год умерла от болезни сердца в возрасте 79 лет. Её вклад в американскую киноиндустрию отмечен звездой на Голливудской аллее славы.